# Zaturn
Zaturn sont des méga montagnes russes lancées du parc Space World, situé à Kitakyūshū, au Japon. C'est un Accelerator Coaster construit par Intamin et ouvert le 29 avril 2006. Le parcours est presque identique à celui de Stealth à Thorpe Park, ouvert un mois et demi plus tôt.

## Parcours
Une fois l'embarquement effectué, le train s'avance puis s'immobilise sur la catapulte hydraulique. Il est ensuite lancé et atteint 129,2 km/h en 2,3 secondes. Il gravit ensuite le top hat extérieur de 62,6 mètres accompagné d'un puissant airtime au sommet, suivi d'un petit camelback provoquant un second airtime. Viennent ensuite les puissants freins magnétiques et un demi-tour permettant de regagner la gare. Le circuit est identique à celui du Kingda Ka, mais à moindre échelle (139 mètres contre 62,6) et sans spirale verticale.

## Trains
Zaturn a cinq wagons par train. Les passagers sont placés à deux sur deux rangs pour un total de vingt passagers par train.